# 卡魯索 (堪薩斯州)
卡魯索（英語：Caruso）是位於美國堪薩斯州謝爾曼縣洛根鎮區的一個非建制地區。

## 地理
卡魯索所處的海拔為高於海平面1132米（即3714英呎），而該地所採用的時區為UTC-7，即北美山地時區（MST）。同時該地設有夏令時間，為UTC-7調快一小時，即UTC-6（MDT）。